# Neurotransmisión
La neurotransmisión 

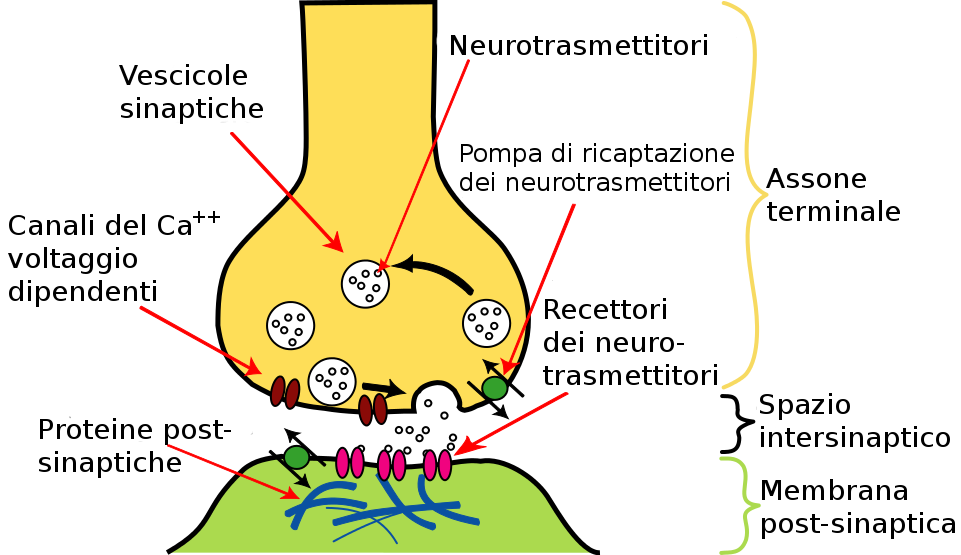
Neurotransmisión: la terminal del axón (neurona presináptica en amarillo) libera el neurotransmisor, que activa receptores en la célula postsináptica (verde). En la terminal del axón, se muestran los pasos del ciclo de las vesículas y el neurotrasmisor.

(del griego: transmissio= paso, cruzar, viene desde transmitto= envío, dejan pasar), también llamada transmisión sináptica, es el proceso mediante el cual se liberan las moléculas de señalización llamadas neurotransmisores. La neurotransmisión se lleva a cabo en una sinapsis, y se produce cuando se inicia un potencial de acción en la neurona presináptica. Los neurotransmisores liberados se unen a los receptores, en la neurona postsináptica, y pueden provocar cambios tanto a corto plazo, en el potencial de membrana postsináptico, o cambios a largo plazo, producidos por la activación de cascadas de señalización.
Las neuronas forman redes por las cuales viajan los impulsos nerviosos, llamados potenciales de acción; estos son esenciales para la transmisión de las señales. Estas señales se mueven desde el sistema nervioso central (SNC) a través de las  neuronas eferentes y también hacia el SNC a través las  neuronas aferentes, a fin de coordinar los músculos, las secreciones corporales y las funciones de órganos críticos para la vida.

## Historia
En 1921 Otto Loewi publicó una serie de artículos en los que describía sus experimentos con ranas, donde los impulsos nerviosos afectaban al corazón mediante la transmisión química, probando que los nervios funcionaban con neurotransmisión. Loewi recibió el Premio Nobel de Fisiología en el año 1936 junto con Henry Hallet quien previamente había aislado la acetilcolina.

## Mecanismos de transmisión

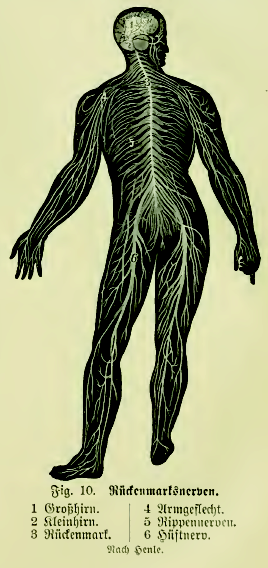

Cada neurona puede recibir hasta 15 000 sinapsis de otras neuronas y envía información a través de otras 1 000 sinapsis.

La transmisión de las señales puede ser de dos tipos eléctrico o químico. 
- En una sinapsis eléctrica el potencial de acción viaja de una neurona a la siguiente, a través de canales especializados, llamados  uniones gap, que conectan las dos células.[4]

Las células están en contacto directo una con otra y la despolarización de la membrana celular presináptica causa una despolarización de la membrana de la célula postsináptica, y el potencial de acción se propaga.
La transmisión de información es siempre excitatoria: la conducción de información siempre causa una despolarización de la membrana de la célula adyacente.

- En una  sinapsis química las neuronas no se tocan entre sí, tienen espacios estrechos de contacto llamados hendidura sináptica.

La transmisión química, es más compleja y permite mucho más control, incluyendo la capacidad de excitar o inhibir la célula postsináptica. La conducción de información puede causar tanto despolarización como hiperpolarización, dependiendo de la naturaleza de la sustancia química. 

Una neurona transporta su información a través del impulso nervioso, conocido como potencial de acción. 

Cuando el impulso nervioso llega a la sinapsis, se liberan neurotransmisores que influyen en la post sináptica, ya sea de manera inhibitoria o de forma excitatoria. La neurona post sináptica puede recibir conexiones de muchas neuronas más, y si el total de las influencias excitatorias que recibe es mayor que las influencias inhibitorias, ocurrirá el «disparo» de un nuevo potencial de acción en su axón.

--MALA AUTOTRAD «montículo»-->, de esta manera la transmisión de la información a otra neurona siguiente resulta en una «experiencia»--MALA AUTOTRAD--> o una acción.

## Etapas de la neurotransmisión química
1. Síntesis del neurotransmisor. Esto puede ocurrir en citoplasma, en el axón, o en el axón terminal.
2. Almacenamiento del neurotransmisor en vesículas en el terminal del axón.
3. Entrada de calcio en el terminal del axón durante el potencial de acción, causando exocitosis del neurotransmisor en el espacio sináptico.
4. Unión del neurotransmisor con activación del receptor en la membrana postsinaptica.
5. Desactivación del neurotransmisor. Este puede ser eliminado enzimaticamente, o puede volver al terminal del axón del que salió, donde puede ser reutilizado, o bien degradado y eliminado.[8]

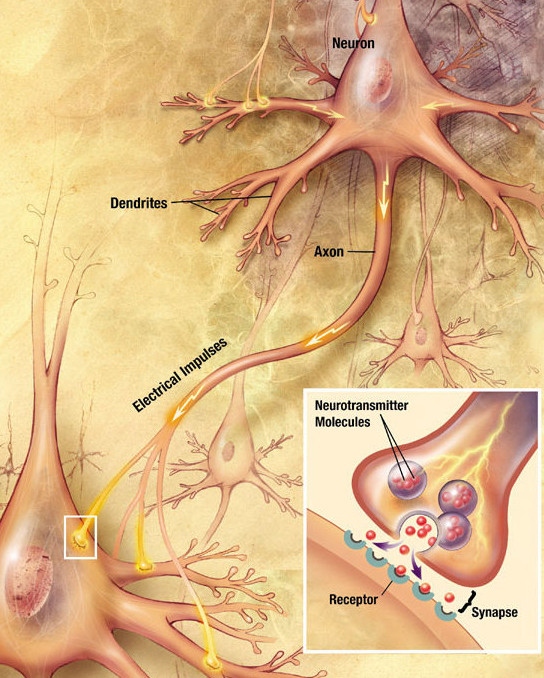

## Sumatoria de impulsos
Cada neurona está conectada con muchas otras neuronas, recibiendo numerosos impulsos de ellas. La suma total de estos impulsos en el axón se conoce en la literatura anglosajona como summation.
Las neuronas del sistema nervioso central (SNC) están  inervadas por miles de sinapsis, y los potenciales post-sinápticos (PSP), producidos por cada sinapsis activa, producen una sumatoria para determinar el comportamiento final de la neurona.
Si la neurona sólo recibe impulsos excitatorios, generará un potencial de acción. Si recibe igual cantidad de impulsos inhibidores como de impulsos excitadores, la inhibición anula la excitación y no existirá umbral de excitabilidad, por lo tanto, el impulso nervioso se detendrá ahí. La Sumatoria se lleva a cabo en el cono del axón.
Sumatoria espacial de impulsos son varios disparos en diferentes lugares de la neurona, que en sí mismos no son lo suficientemente fuertes como para generar en la neurona un potencial de acción. Sin embargo, si estos impulsos se producen simultáneamente, sus efectos combinados causarán un potencial de acción.
Sumatoria temporal de impulsos son varios impulsos en el mismo lugar, que no provocan un potencial de acción si tienen una pausa, pero si ocurren en sucesión rápida, hará que la neurona pueda alcanzar el umbral de excitación. 
[MALA AUTOTRAD: Summation takes place at the axon hillock.[2] La adición tiene lugar en la cima del axón].

## Cotransmisión
La cotransmisión es la liberación de varios tipos de neurotransmisores a partir de un solo nervio. La cotransmisión permite efectos más complejos en los receptores post sinápticos, y por lo tanto permite una comunicación más compleja que la que se produce entre las neuronas.
En la neurociencia moderna, las neuronas se clasifican a menudo por su cotransmisor, por ejemplo, las neuronas GABAérgicas del estriado utilizan péptido opioides o sustancia P como su cotransmisor primario.
Algunas neuronas pueden liberar por lo menos dos neurotransmisores al mismo tiempo -uno es el principal y el otro es un cotransmisor-, con el fin de proporcionar la realimentación negativa necesaria para la estabilización de codificación significativa, en ausencia de  interneuronas inhibidoras. 
Algunos ejemplos de cotransmisor incluyen:
- GABA con Glicina coliberación.
- Dopamina con Glutamato coliberación.
- Acetilcolina con Glutamato coliberación.
- Acetilcolina con Péptido vasoactivo intestinal coliberación.
- Acetilcolina con Péptido relacionado con el gen de la calcitonina (CGRP) coliberación.
- Glutamato con Dinorfina coliberación (en el hipocampo).